# Novinger (Missouri)
Novinger est une ville du comté d'Adair, dans le Missouri, aux États-Unis,. Située au centre du comté, elle est incorporée en 1879.

## Démographie
Lors du recensement de 2010, le village comptait une population de 456 habitants. Elle est estimée, en 2016, à 437 habitants.

## Source de la traduction
- (en) Cet article est partiellement ou en totalité issu de l’article de Wikipédia en anglais intitulé « Novinger, Missouri » (voir la liste des auteurs).